# ムリーロ・ニンジャ
ムリーロ・"ニンジャ"・フア（Murilo "Ninja" Rua、1980年5月22日 - ）は、ブラジルの男性総合格闘家。パラナ州クリチバ出身。ユニバーシダデ・ダ・ルタ所属。元EliteXC世界ミドル級王者。
PRIDE時代は、シュートボクセ・アカデミー仕込みの荒々しいファイトスタイルとリングネームに因んだ忍者の格好での入場などで人気を博した。
実弟に総合格闘家のマウリシオ・ショーグンがいる。

## 来歴
2000年5月27日、Meca World Vale Tudoでプロデビュー。
2001年5月1日、初参戦となった修斗で郷野聡寛と対戦し、判定ドロー。
2001年9月24日、PRIDE初参戦となったPRIDE.16で松井大二郎と対戦し、TKO勝ちを収めた。
2002年4月28日、PRIDE.20でマリオ・スペーヒーと対戦し判定勝ち。
2002年11月24日、PRIDE.23でヒカルド・アローナと対戦し判定負け。
2004年4月25日、PRIDE GRANDPRIX 2004 開幕戦のヘビー級グランプリ1回戦でセルゲイ・ハリトーノフと対戦し、パンチラッシュでKO負けを喫した。
2006年6月4日、PRIDE 武士道 -其の十一-のウェルター級グランプリ1回戦でデニス・カーンと対戦しKO負け。
2006年9月30日、Cage Rage 18で英国ミドル級王者マーク・ウィアーと対戦し、肩固めで一本勝ち。
2007年6月22日、EliteXCとStrikeforceの合同大会Strikeforce: Shamrock vs. BaroniのEliteXC世界ミドル級王座決定戦でジョーイ・ヴィラセニョールと対戦し、パウンドでTKO勝ちを収め王座獲得に成功した。
2007年9月15日、ハワイ州で開催されたEliteXC世界ミドル級タイトルマッチで挑戦者ロビー・ローラーと対戦し、左ストレートでダウンしたところをパウンドで追撃されKO負けを喫し王座から陥落した。
2007年12月、シュートボクセ・アカデミーを離脱し、マウリシオ・ショーグン、アンドレ・ジダらと共に新チーム「ユニバーシダデ・ダ・ルタ」を結成した。
2009年4月5日、DREAM初参戦となったDREAM.8で福田力と対戦し、判定負けを喫した。
2011年5月21日、BAMMA世界ミドル級タイトルマッチでトム・ワトソンに挑戦し、打撃でKO負けを喫し王座獲得に失敗した。
2012年9月6日、BOTB: Filho vs. Ninjaでパウロ・フィリオに敗れ、試合後に引退を表明した。

## 人物・エピソード
- 背中に「ムリーロ・ニンジャ」とカタカナで刺青を彫っている。

## 戦績
| 総合格闘技 戦績 | 総合格闘技 戦績 | 総合格闘技 戦績 | 総合格闘技 戦績 | 総合格闘技 戦績 | 総合格闘技 戦績 | 総合格闘技 戦績 |
| --------------- | --------------- | --------------- | --------------- | --------------- | --------------- | --------------- |
| 34 試合         | (T)KO           | 一本            | 判定            | その他          | 引き分け        | 無効試合        |
| 20 勝           | 9               | 9               | 2               | 0               | 1               | 0               |
| 13 敗           | 7               | 0               | 6               | 0               | 1               | 0               |

| 勝敗 | 対戦相手                             | 試合結果                            | 大会名                                                             | 開催年月日     |
| ×    | パウロ・フィリオ                     | 1R 0:47 TKO（パンチ連打）           | BOTB: Filho vs. Ninja                                              | 2012年9月6日   |
| ×    | トム・ワトソン                       | 3R 2:06 KO（打撃）                  | BAMMA 6: Watson vs. Rua 【BAMMA世界ミドル級タイトルマッチ】        | 2011年5月21日  |
| ×    | ロイ・バウトン                       | 5分3R終了 判定0-3                   | W-1 MMA 6: New Ground                                              | 2010年10月23日 |
| ○    | ジェレミー・メイ                     | 1R 4:12 ギロチンチョーク            | Impact FC 2: The Uprising Sydney                                   | 2010年7月18日  |
| ○    | アルトゥロ・アルセメンデス           | 1R 1:27 肩固め                      | Bitetti Combat 7                                                   | 2010年5月28日  |
| ○    | ジェイソン・ジョーンズ               | 2R 3:20 TKO（パンチ連打）           | Bitetti Combat 5                                                   | 2009年12月12日 |
| ○    | アレックス・スティーブリング         | 1R 0:39 TKO（打撃）                 | Bitetti Combat 4                                                   | 2009年9月12日  |
| ×    | 福田力                               | 2R（10分/5分）終了 判定0-3          | DREAM.8 ウェルター級グランプリ2009 開幕戦                          | 2009年4月5日   |
| ×    | ベンジー・ラダック                   | 2R 2:31 TKO（左フック→パウンド）    | EliteXC: Heat                                                      | 2008年10月4日  |
| ○    | トニー・ボネロ                       | 1R 3:16 TKO（パウンド）             | EliteXC: Return of the King                                        | 2008年6月14日  |
| ○    | グザヴィエ・フパ＝ポカム             | 2R 3:47 チョークスリーパー          | Cage Rage 24: Feel the Pain                                        | 2007年12月1日  |
| ×    | ロビー・ローラー                     | 3R 2:04 KO（左ストレート→パウンド） | EliteXC: Uprising 【EliteXC世界ミドル級タイトルマッチ】            | 2007年9月15日  |
| ○    | ジョーイ・ヴィラセニョール           | 2R 1:05 TKO（右フック→パウンド）    | Strikeforce: Shamrock vs. Baroni 【EliteXC世界ミドル級王座決定戦】 | 2007年6月22日  |
| ○    | アレックス・リード                   | 1R 0:28 TKO（カット）               | Cage Rage 21: Judgement Day                                        | 2007年4月21日  |
| ○    | マーク・ウィアー                     | 2R 1:15 肩固め                      | Cage Rage 18: Battleground                                         | 2006年9月30日  |
| ×    | デニス・カーン                       | 1R 0:15 KO（左フック→パウンド）     | PRIDE 武士道 -其の十一- 【ウェルター級グランプリ 1回戦】           | 2006年6月4日   |
| ×    | パウロ・フィリオ                     | 2R（10分/5分）終了 判定0-3          | PRIDE 武士道 -其の拾-                                              | 2006年4月2日   |
| ○    | ムラド・チュンカエフ                 | 1R 3:31 ヒールホールド              | PRIDE.30 STARTING OVER                                             | 2005年10月23日 |
| ×    | クイントン・"ランペイジ"・ジャクソン | 3R（10分/5分/5分）終了 判定1-2      | PRIDE.29 SURVIVAL                                                  | 2005年2月20日  |
| ×    | セルゲイ・ハリトーノフ               | 1R 4:14 KO（スタンドパンチ連打）    | PRIDE GRANDPRIX 2004 開幕戦 【ヘビー級グランプリ 1回戦】           | 2004年4月25日  |
| ○    | アレクサンダー大塚                   | 1R 5:25 肩固め                      | PRIDE.27 TRIUMPHAL RETURN                                          | 2004年2月1日   |
| ○    | 小路晃                               | 1R 2:41 KO（跳び左膝蹴り）          | PRIDE SPECIAL 男祭り 2003                                          | 2003年12月31日 |
| ×    | ケビン・ランデルマン                 | 3R 0:20 TKO（カット）               | PRIDE.24                                                           | 2002年12月23日 |
| ×    | ヒカルド・アローナ                   | 3R（10分/5分/5分）終了 判定0-3      | PRIDE.23                                                           | 2002年11月24日 |
| ○    | マリオ・スペーヒー                   | 3R（10分/5分/5分）終了 判定3-0      | PRIDE.20                                                           | 2002年4月28日  |
| ○    | アレックス・アンドラーデ             | 3R（10分/5分/5分）終了 判定3-0      | PRIDE.18                                                           | 2001年12月23日 |
| ×    | ダン・ヘンダーソン                   | 3R（10分/5分/5分）終了 判定1-2      | PRIDE.17                                                           | 2001年11月3日  |
| ○    | 松井大二郎                           | 3R 0:51 TKO（踏みつけ）             | PRIDE.16                                                           | 2001年9月24日  |
| ○    | ホジェリオ・サガテ                   | 1R 3:54 V1アームロック              | Meca World Vale Tudo 5                                             | 2001年6月9日   |
| △    | 郷野聡寛                             | 5分3R終了 判定0-1                   | 修斗 SHOOTO TO THE TOP                                             | 2001年5月1日   |
| ○    | レオポルド・セラオン                 | 1R 7:00 TKO（ドクターストップ）     | Meca World Vale Tudo 4                                             | 2000年12月16日 |
| ○    | ルイス・ドレス                       | 1R 3:00 ギブアップ（棄権）          | Meca World Vale Tudo 3                                             | 2000年11月14日 |
| ○    | イスラエル・アルブケルク             | 1R 1:36 ギブアップ（肩の負傷）      | Meca World Vale Tudo 2                                             | 2000年8月12日  |
| ○    | アドリアーノ・ヴェルデリ             | 1R 3:08 三角絞め                    | Meca World Vale Tudo 1                                             | 2000年5月27日  |

## 獲得タイトル
- 初代EliteXC世界ミドル級王座（2007年）